# 阿勒泰地区第一高级中学

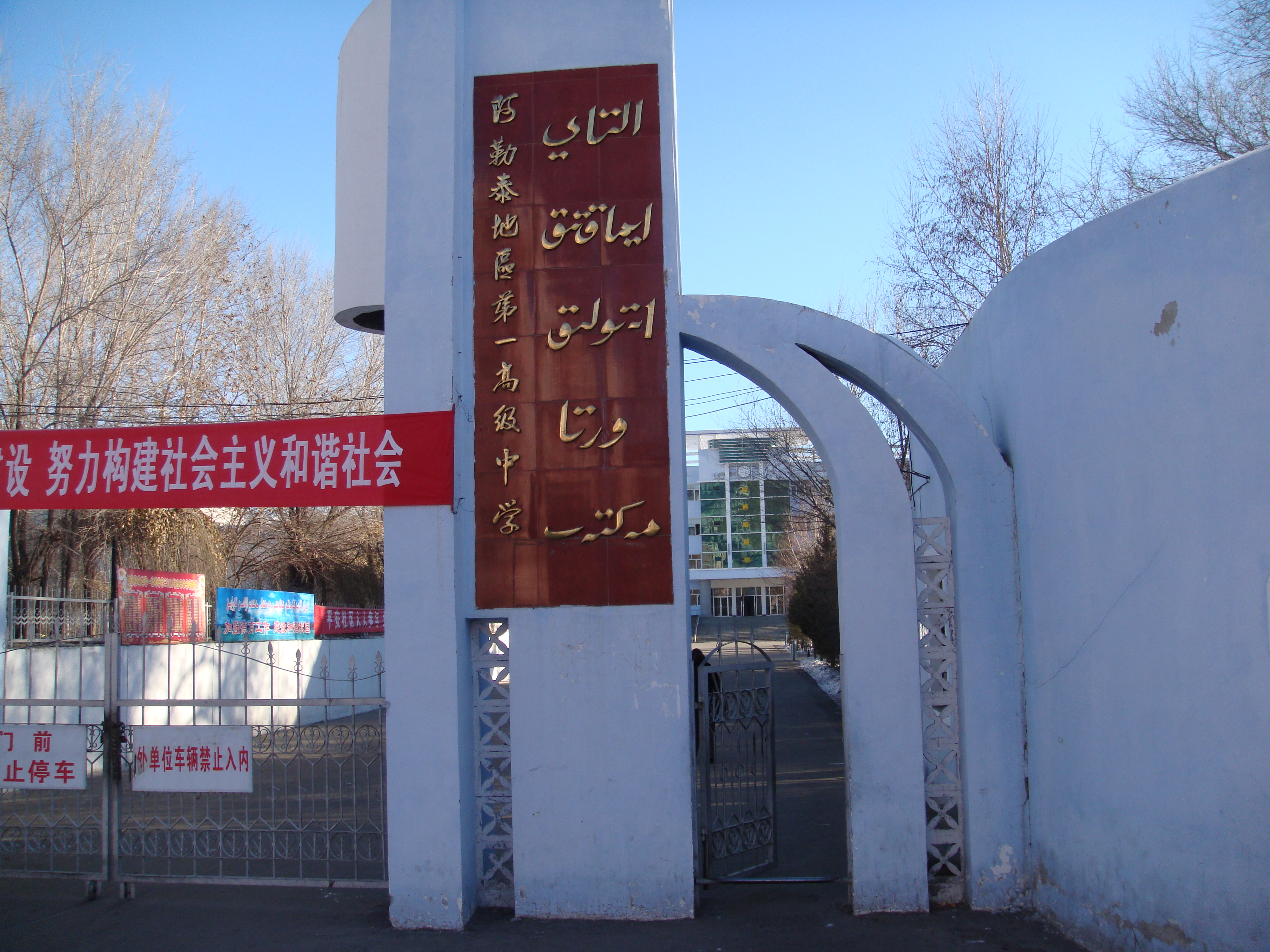
阿勒泰地区第一高级中学

47°51′27″N 88°07′36″E / 47.85758°N 88.12663°E
阿勒泰地区第一高级中学哈薩克語：，简称地区一中，是中华人民共和国新疆维吾尔自治区阿勒泰地区的一所高级中学，位于阿勒泰地区阿勒泰市金山路街道金山北路。

## 特点
阿勒泰地区第一高级中学是哈萨克语授课的寄宿制全日制高级中学，为自治区重点中学。前身是建于1950年的新疆省阿山中学，由新疆省教育厅管理。1953年，增设维吾尔语、俄罗斯语和蒙古语班，学校改为寄宿制学校；并新开高中班，学校改称阿勒泰专区中学。1960年，改称阿勒泰专区第一中学。文化大革命期间，1967年，改名为专区红卫兵中学。1978年8月26日，阿勒泰地区革委会发出《关于统全日制中小学机构和名称的通知》，要求阿勒泰各学校恢复原名。1978年秋，学校改回为阿勒泰地区第一中学。1979年汉语班分出，恢复哈萨克族中学，设蒙古语班、维吾尔语班。1981年，再次被定为自治区重点中学。1988年，维吾尔语班迁入维吾尔族中学。2000年9月，改为阿勒泰地区第一高级中学。